# Francisco María de Arámburu Mendiaraz
Francisco María de Arámburu Mendiaraz, también conocido como Beltza — palabra vasca que significa negro — (por su color oscuro de piel), nació el 20 de diciembre de 1838 en Beasáin (Guipúzcoa). Fue teniente-coronel de las partidas guipuzcoanas del ejército carlista en la Tercera Guerra. Es citado en varias obras como componente de la partida del cura Santa Cruz, así como de la partida del Estudiante de Lazcano y de Soroeta.